# Фронт (насеље)
Фронт (итал. Front) је насеље у Италији у округу Торино, региону Пијемонт.
Према процени из 2011. у насељу је живело 709 становника. Насеље се налази на надморској висини од 277 м.

## Становништво
Према резултатима пописа становништва 2011. у општини је живело 1.726 становника.
| 1936. | 1951. | 1961. | 1971. | 1981. | 1991. | 2001. | 2011. |
| ----- | ----- | ----- | ----- | ----- | ----- | ----- | ----- |
| 1.547 | 1.273 | 1.286 | 1.324 | 1.330 | 1.536 | 1.628 | 1.726 |